# 黃虹慧

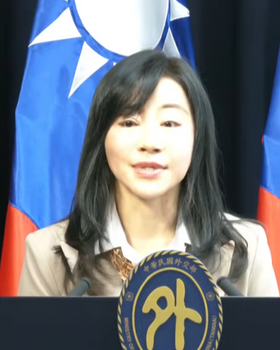
2024年攝於中華民國外交部

黃虹慧，中華民國外交官。

## 學歷
- 淡江大學英文學系畢業（1997年）[1]
- 澳洲國立大學外交官訓練計畫結業（2001年）[2]

## 經歷
- 外交部國際組織司薦任科員（1996年—2000年）
- 外交部人事處薦任科員（2001年—2004年）
- 駐紐約臺北經濟文化辦事處副領事、領事（2004年—2010年）
- 外交部國際組織司秘書回部辦事（2010年—2011年）
- 外交部領事事務局科長（2011年—2014年）
- 駐馬來西亞臺北經濟文化辦事處一等秘書（2014年—2019年）
- 外交部北美司副參事回部辦事（2019年—2021年）
- 外交部秘書處副處長（2021年—2025年）
- 駐丹佛臺北經濟文化辦事處總領事銜處長（2025年—）[註 1]

| 外交職務      | 外交職務                       | 外交職務 |
| ------------- | ------------------------------ | -------- |
| 前任： 黃世昌 | 中華民國駐丹佛處長 2025年6月－ | 繼任： ' |